# Eusceptis seriata
Eusceptis seriata är en fjärilsart som beskrevs av Embrik Strand. Eusceptis seriata ingår i släktet Eusceptis och familjen nattflyn. Inga underarter finns listade i Catalogue of Life.